# Fight the Sky
Fight the Sky fue una banda post-hardcore de Sacramento, California, más conocida por ser el proyecto secundario más pesado del cantante principal de Papa Roach, Jacoby Shaddix.

## Historia
Fight the Sky fue concebido en el invierno de 2002 entre los amigos de largo tiempo, el guitarrista Wade Khail, el baterista Jay Ingram y el bajista Ali Abrishami. Khail e Ingram habían sido montajes largos en el Sacramento, escena de la música de California, Khail un técnico de la guitarra para el ciudad natal nu metal Papa Roach desde 1997, e Ingram que funciona Ascensive Marketing y Promociones, promoviendo muchas de las bandas de Sacramento, clubes y publicaciones de la música. Habiéndose conocido de los espectáculos alrededor de Sacramento-Abrishami, Khail, e Ingram comenzaron a hablar sobre la formación de una banda. La conversación ligera giró a la acción a principios de 2002 con los tres escribiendo lo que se convertiría en su álbum debut Seven Deadly Songs. Trabajando con su antiguo amigo, vocalista y productor Jacoby Shaddix (que usó originalmente el nombre de John Doe), la banda entró en los estudios Velvet Tone en Sacramento entre los meses de enero y febrero de 2004. La banda había firmado un contrato discográfico con el propio Papa Roach De propiedad de El Tonal Records
. Desde la grabación del álbum, sin embargo, no se han publicado noticias sobre el destino de la banda ni una fecha de lanzamiento para el álbum.

## Miembros de la banda
- Jacoby Shaddix - Vocales
- Wade Khail - Guitarra, coros
- Ali Abrishami - Bajo, coros
- Jay Ingram - Batería, Percusión

## Discografía
Seven Deadly Songs (2002)